# Commemoratorium de Casis Dei
Le Commemoratorium de Casis Dei est un rapport envoyé à Charlemagne en 808, sur les maisons-Dieu de Jérusalem.
Son titre complet est: Commemoratorium de Casis Dei vel Monasteriis. Son objectif était de recenser les églises, monastères et hospices de Palestine, afin de répartir judicieusement les aumônes de l'empereur carolingien.
Il est édité pour la première fois en 1865 d'après le manuscrit de Bâle par Giovanni Battista de Rossi, en 1874 par Titus Tobler dans l'ouvrage Descriptiones Terrae Sanctae ex saeculo VIII. IX. XII. et XV. S. Willibaldus, puis en 1879 par Titus Tobler et Auguste Molinier de Genève, dans l'ouvrage Itinera Hierosolymitana et descriptiones Terrae sanctae bellis sacris anteriora, volume I, page 299.